# 福島県立磐城高等学校
福島県立磐城高等学校（ふくしまけんりつ いわきこうとうがっこう）は、福島県いわき市平にある県立高等学校。

## 概要
旧制磐城中学校を前身とする福島県の高等学校。通称は「磐高（いわこう、ばんこう）」。
男子校時代は磐城女子（現：磐城桜が丘）と並び、ステータスの高い学校として認識されていた。その為、浪人をしてまで入学を希望する生徒が多く、いわゆる「中学浪人」が問題となった。
2001年度より女子の受け入れを再開した。
2011年度、文部科学省よりスーパーサイエンスハイスクール（SSH）に指定された。
2018年度、福島県より、福島スーパー・イノベーション・ハイスクール（SIH）に指定された。
2022年度より福島県教育委員会が策定した県立高校改革前期実施計画に基づき単位制が導入された。

## 沿革

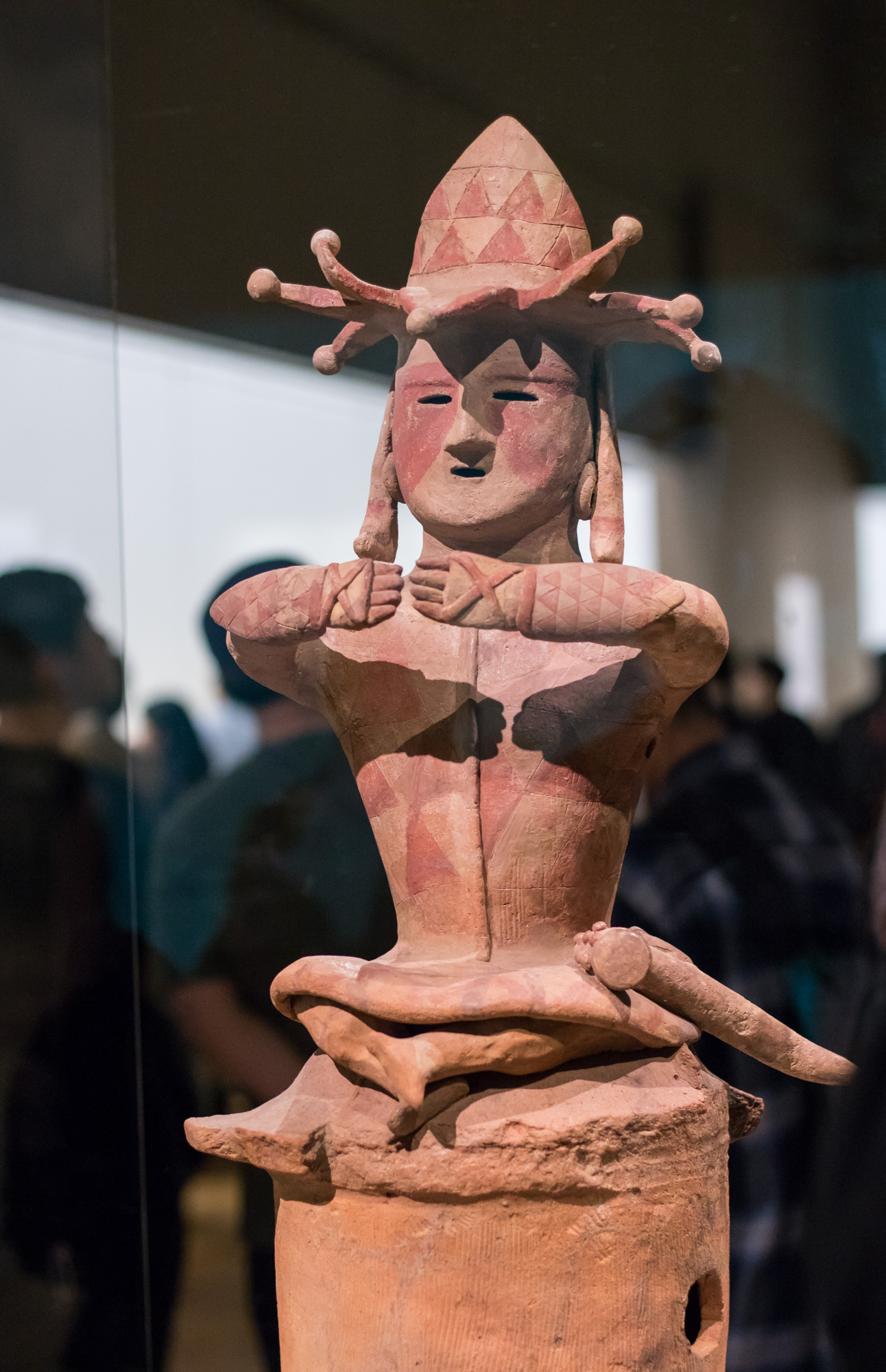
史学部発掘の埴輪「天冠をつけた男子」（神谷作101号墳出土・福島県立磐城高等学校蔵）重要文化財

- 1895年 - 福島県尋常中学校磐城分校が認可される。
- 1896年5月5日 - 福島県尋常中学校磐城分校として開校。
- 1898年 - 福島県第二尋常中学校と改称。
- 1899年 - 福島県第二中学校と改称。
- 1901年 - 福島県立磐城中学校と改称。
- 1924年 - 平高月台に新校舎竣工。
- 1948年4月1日 - 学制改革により、福島県立磐城高等学校となる。普通科、併設中学校を設置。
- 1951年4月1日 - 男女共学開始、女子生徒5名入学。火災により本校舎全焼。
- 1952年 - 第二校舎竣工。
- 1953年 - 図書館竣工。
- 1954年 - 第一校舎、講堂竣工。
- 1955年 - 女子生徒の募集中止、再び男子校となる。
- 1958年 - 史学部発掘の埴輪が重要文化財に指定。
- 1970年 - 講堂火災により全焼。
- 1971年 - 第53回全国高等学校野球選手権大会準優勝。
- 1976年 - 同窓会館竣工。
- 1989年 - 講堂焼失。
- 1996年 - 創立100周年、「百年記念館」完成。
- 2001年4月1日 - 男女共学再開。
- 2007年 - 創立以来初めて新入生女子の生徒数が男子生徒数を上回る。 / 創立110周年記念館「ピークス110」完成。

## 校歌・校章・応援歌
- 『福島県立磐城高等学校校歌』 - 作詞：西村岸太郎、作曲：渡辺貞雄。全国的にも珍しい三拍子。
- 校章は、桜の花に「磐」の文字を配したもの。
- 応援歌『磐城節』は旧制中学のバンカラ学生の心意気を謳っている。また、この『磐城節』は軍歌『報国節』が元歌であり、全国各地の大学が『◯大節』として応援歌として謳ったものの模倣である。目下近畿大学が『近大節』として著作権登録しており、全国の大学、高校で使用を自粛している。これを寂しく感じているOBは少なくない。

## 生徒会活動
- 生徒会は、毎年3月と9月に役員改選が行われる。選挙管理委員会の下、会長・副会長・書記・会計が選ばれ、1人の場合は信任投票を行うスタンダードなものである。また、部活動の部長は生徒会役員に立候補できない規定が2005年度生徒会役員選挙で問題となったが、翌年改正された。
- 生徒総会は毎年5月と10月に行われる。

## 部活動、委員会
29種の部活動と8種の委員会がある。同好会から部活動、及び愛好会から同好会への昇格は、前述の生徒総会によって生徒の承認を得た後に、校長以下教員の判断で決まる。近年の例としては、茶道部やバドミントン部が挙げられる。
- 運動部（16部）
野球部、ソフトテニス部、バレーボール部、剣道部、バスケットボール部、山岳部、卓球部、テニス部、弓道部、ラグビー部、サッカー部、陸上部、水泳部、女子ソフトボール部、バドミントン部
- 文化部（13部）
文学部、吹奏楽部、史学部、美術部、自然科学部、写真部、演劇部、英語部、将棋部、合唱部、書道部、茶道部、応援団
- 委員会（8会）
出版委員会、保健委員会、放送委員会、美化委員会、ボランティア委員会、図書委員会、防火委員会、選挙管理委員会

運動部では、多くの部活動が全国大会への出場を経験している。野球部は春3回、夏7回甲子園に出場し、1971年夏（第53回）では準優勝に輝いた実績を持つ。ラグビー部は、全国高等学校ラグビーフットボール大会に17回出場しているほか、福島県勢として唯一全国高等学校選抜ラグビーフットボール大会への出場経験を持つ。サッカー部は、全国高等学校サッカー選手権大会に5回出場しており、山岳部は、2003年、2004年と2年連続で全国高等学校登山大会の5位入賞を果たしている。
このほかにも、陸上部、剣道部、テニス部、水泳部が全国高等学校総合体育大会や国民スポーツ大会に出場している。2009年にはテニス部が28年ぶりに全国選抜高校テニス大会への出場を果たした。また、過去には、ウエイトリフティング部が、1968年のメキシコシティ五輪代表である木村岳夫（明治大学を経て安田生命に所属）を輩出しており、木村は同大会ライト級で7位に入賞した。
文化部においては、吹奏楽部の活動が顕著で、「“古豪”の磐城」と評される。また、勉学との両立がモットーのなか、1日の練習時間が放課後の2時間と短時間に集中力と効率が求められるが、練習はほぼ生徒に任せていることが特徴的である。1981年に初出場した全日本吹奏楽コンクールでは全国大会に東北代表として22回出場し、1981年、2001年、2006年、2007年、2009年（県勢初の3回連続、東北の高校では27年ぶり3校目）、2015年に最高賞の金賞を受賞している。また、1984年に初出場した全日本アンサンブルコンテストにおいても、2010年までに10回全国大会に出場しており、2001年、2009年と最高賞の金賞を受賞している。県勢初、東北の高校としては2校目の3年連続出場（2004年～2006年）を果たしている。音楽家としての道を選ぶ卒業生もおり、2003年度卒業生には黒金寛行、多田将太郎がいる。
このほかの文化部においても、将棋部囲碁班が全国高校囲碁選手権大会へ出場、写真部が全国高等学校総合文化祭へ参加、文学部が全国高等学校総合文化祭へ参加を始め、全国高等学校文芸コンクールで入賞、全国高校生文芸道場総合大会へ参加、委員会活動からは放送委員会がNHK杯全国高校放送コンテストで入賞など、各種競技会で実績を挙げている。本校がSSHに指定されてからは、化学部、天文地質部、生物部、数学部などの理数系部活動の活動も盛んである。

## 学校行事
高月祭
- 当初は毎年、現在は隔年7月中旬の土日の2日間に開催される文化祭。土曜日に仮装行列がいわき駅前や本町通りを練り歩き、日曜日に一般公開され、クラス展示や各部活による出店、合唱や吹奏楽による演奏を楽しむ事が出来る。2024年で第51回を数えるが、第42回は110周年事業との関係で7月下旬に行われた。

アセンブリー
- 当初毎年開催であった「高月祭」が隔年になった際、代によって経験できる回数に差があるのは不公平だとして、当時の生徒会長により提案された。高月祭のない年に開催される。現在は文化部による発表や芸術鑑賞会が行われる。

体育祭
- ｢高月祭｣がある年は10月、ない年は6月と10月に開催される。毎年、部活動対抗リレーが恒例だったが2025年から廃止された。

## 高月講習会
- 磐城高校正門そばにある同窓会館で行われる。創設は、1958年4月に開講された磐城高校卒業生の進学指導の補修科。
- 1976年4月、同窓会館の新築により、同窓会主催によって運営されてきた「卒業生講習会」を「財団法人高月育英会高月講習会」と改めた。その後、高月講習会への入会希望者が多く、同窓会館は教室不足を生じ、1979年7月に2教室を増築、現在まで地域社会の進学指導を担っている。
- 講習は、河合塾によるサテライトネットワーク及び派遣講師で行われ、一斉受講と個別受講があり、既卒生に限らず在校生も講習可能である。

## 著名な出身者

### 政治
- 岩城光英 - 元参議院議員、第97代法務大臣
- 吉野正芳 - 衆議院議員、第7・8代復興大臣
- 吉田泉 - 元衆議院議員、復興副大臣・内閣府副大臣
- 坂本剛二 - 元衆議院議員、経済産業副大臣
- 坂本竜太郎 - 衆議院議員
- 上坂昇 - 元衆議院議員
- 鈴木久 - 元衆議院議員
- 菅波茂 - 元衆議院議員
- 齋藤裕喜 - 衆議院議員
- 戸田邦司 - 元参議院議員、元運輸省海上技術安全局長（1990 - 1994年）
- 木村守江 - 第4代福島県知事
- 櫛田一男 - 元いわき市長
- 清水敏男 - 前いわき市長
- 内田広之 - 現いわき市長、元文部・文科官僚
- 沓澤亮治 - 前東京都豊島区議会議員、日本改革党代表[5]

### 行政
- 鈴木久泰 - 元海上保安庁長官
- 清水潔 - 文部科学事務次官

### 法曹
- 諸橋仁智 - 弁護士

### 実業
- 佐藤安太 - タカラ（現タカラトミー）創業者
- 矢内廣 - ぴあ創業者、現社長
- 能勢秀幸 - 大東銀行社長[要出典]
- 蛭田史郎 - 旭化成社長、オリンパス議長
- 岡野原大輔 - Preferred Networks共同創業者、代表取締役 最高研究責任者

### 学者
- 櫛田民蔵 - 経済学者 / 東京・錦城中学へ転校
- 斉藤利彦 - 教育学者、学習院大学教授[要出典]
- 下遠野邦忠 - 生物学者、元京都大学ウイルス研究所所長
- 高倉浩樹 - 人類学者、元東北大学東北アジア研究センター長、元地域研究コンソーシアム運営委員長

### 文化
- 安住敦 - 詩人 / 立教中学へ転校
- 草野心平 - 詩人 / 慶應普通部へ転校
- 中村敦夫 - 俳優、作家、脚本家、元参議院議員 / 都立新宿高校へ転校
- 小林研一郎 - 指揮者、作曲家
- 神永大輔 - 尺八奏者
- 石河清 - 音楽家・合唱指導者
- 面川倫一 - 作曲家
- 渡辺文樹 - 映画監督
- 山口太一 - 漫画家
- 鈴木倫 - 漫画家
- 井上法子 - 歌人・詩人
- 古内義明 - 本校野球部から立教大学野球部。スポーツジャーナリスト、メジャーリーグアナリスト。メジャー取材歴29年のMLBアナリスト。TBSの「ひるおび」や「サンデージャポン」、テレビ朝日の「羽鳥慎一モーニングショー」「グッド！モーニング」、日本テレビの「ZIP」「ミヤネ屋」、「DayDay.」、フジテレビの「めざまし8」や「ワイドなショー」などで多くのメディアで活躍中。
- 齋藤貢 - 詩人、元本校教諭、元郡山東高等学校校長

### 芸能
- 阿呆鳥（菊池章夫、北郷勇一、金子透）- 音楽グループ
- OKP-STAR - ミュージシャン（ロックバンド・Aqua Timezベーシスト）
- 大介 - ミュージシャン（ロックバンド・Aqua Timezギタリスト）
- 飯塚昭三 - 声優
- ゴー☆ジャス - お笑いタレント
- Nobodys - インディーズパンクロックバンド
- 皆川猿時 - 俳優
- わたなべオーケストラ - お笑いタレント（お笑いコンビ・ふぁのシャープ）
- 佐久間宣行 - ラジオパーソナリティー、演出家
- 二瓶秀雄 - 俳優、声優
- sasakure.UK - 音楽家（有形ランペイジ）

### アナウンサー
- 高野貴裕 - TBSアナウンサー
- 吉田太一 - 中京テレビ放送アナウンサー
- 叶多栞 - 山梨放送アナウンサー
- 長瀬萌々子 - NHKアナウンサー
- 大谷昌弘 - NHKアナウンサー

### スポーツ
- 小野航大 - ラグビー選手、釜石シーウェイブス所属
- 小野正一 - 元プロ野球選手
- 影山雅永 - 元サッカー選手、サッカーU-18日本代表監督
- 清野輝俊 - 元ラグビー選手、クボタスピアーズ所属
- 氏家柊太 - ラグビー選手、釜石シーウェイブス所属
- 佐藤勝昭 - 空手家、第1回全世界空手道選手権大会優勝（初代世界チャンピオン） / 東京・錦城高校へ転校
- 三瓶啓二 - 空手家、極真全日本大会3連覇、新極真会相談役
- 吉江一行 - 元アマチュア野球選手
- 田中裕康 - 元プロ野球選手
- 田村隆寿 - 元本校野球部監督
- 福田昌久 - 元プロ野球選手

### 軍人
- 高木武雄 - 海軍大将、第六艦隊司令長官 / サイパン島にて戦死
- 吉田英三 - 海軍大佐、戦後海上自衛隊海将、海上自衛隊初代自衛艦隊司令
- 八木沼丈夫 - 陸軍少佐 / 満州国にて宣撫官として情宣活動に従事

## 交通
- 東日本旅客鉄道（JR東日本）常磐線・磐越東線いわき駅下車、徒歩22分
- 新常磐交通路線バス「磐高入口」下車、徒歩4分